# 1319
Het jaar 1319 is het 19e jaar in de 14e eeuw volgens de christelijke jaartelling.

## Gebeurtenissen
- 14 maart - In de bul Ad ea ex quibus sticht paus Johannes XXII de Portugese Orde van Christus
- 25 mei - Ramsdorf wordt versterkt en krijgt stadsrechten.
- De Litouwers veroveren Brest.
- Ani wordt getroffen door een aardbeving.
- oudst bekende vermelding: Langholt

## Opvolging
- Évreux - Lodewijk opgevolgd door zijn zoon Filips
- Noorwegen - Haakon V opgevolgd door zijn kleinzoon Magnus VII (Magnus II van Zweden)
- Orde van Sint-Jan - Foulques de Villaret opgevolgd door Hélion de Villeneuve
- Zweden - Magnus II als opvolger van Birger I
- oudst bekende vermelding: Sulechów

## Geboren
- 16 april - Jan II, koning van Frankrijk (1350-1364)
- 5 september - Peter IV, koning van Aragon en Sardinië (1336-1387)
- Lodewijk van Hessen, Duits edelman
- Trần Hiến Tông, keizer van Vietnam (1329-1341)
- Matteo II Visconti, Milanees bestuurder

## Overleden
- 12 januari - Hendrick van Cuijck, Hollands edelman
- 8 mei - Haakon V (49), koning van Noorwegen (1299-1319)
- 19 mei - Lodewijk van Évreux (~43), Frans edelman
- 12 augustus - Rudolf I (44), hertog van Opper-Beieren en paltsgraaf aan de Rijn
- 15 augustus - Ingeborg van Zweden (~40), echtgenote van Erik VI van Denemarken
- 23 september - Hendrik van Würben, bisschop van Breslau
- 13 november - Erik VI (~45), koning van Denemarken (1286-1319)
- Herman IV van Weimar-Orlamünde, Duits edelman
- Jan II van Cuijk, Brabants edelman
- Waldemar van Brandenburg (~38), Duits edelman
- Duccio di Buoninsegna, Italiaans schilder (jaartal bij benadering)
- Robbrecht van der Buerse, Vlaams zakenman (jaartal bij benadering)